# Caldeirão do Huck: Hip Hop Nacional
Caldeirão do Huck: Hip Hop Nacional é uma coletânea musical lançada em 2007 no programa Caldeirão do Huck por Luciano Huck.  Como seu título mostra, traz canções de vários artistas do hip hop nacional.

## Faixas
1. Ela é Sexy - Motirô (part. Tio Fresh)
2. Motel - Jackson (part. Bira Mattos)
3. Representa - Cabal (part. Helião e Negra Li)
4. Rap du Bom Parte II - Rappin' Hood (part. Caetano Veloso)
5. O Bonde Prossegue - Viela 17 (part. Rappin' Hood e Aninha)
6. Pra Cima - Thaíde
7. Quero Hoje - Suppa Flá (part. Mr. Catra)
8. Disparada Rap - Rappin' Hood (part. Jair Rodrigues)
9. O que Você quer - PRC (part. Vinimax)
10. Na Areia da Ilha - J.3.
11. Tá pra Noiz - SP Funk
12. Sem Neurose - De Leve
13. Baila - DJ Hum (part. Mara Nascimento)
14. Viu - Suppa Flá
15. A Melhor - Dodd
16. Ator Principal - Relato Consciente
17. Chega Aí - Paulo Mac (part. Nigga's)
18. Proposta - OBandO (part. Di Metal)